# ぼっけさん
『ぼっけさん』は、西義之による日本の漫画作品。『週刊少年ジャンプ』（集英社）2009年3号より同年22・23合併号まで連載された。全18話。話数カウントは「第○怪」（○は話数）。

## 概要
- 作者の西にとって2度目の連載作品であり、前作『ムヒョとロージーの魔法律相談事務所』の終了以来約10ヶ月ぶりの連載となった。しかし、連載期間は3年以上連載した前作と異なり約4ヶ月と短期間で打ち切られた。
- 単行本は判型は通常と変わらないが値段が450円と若干高く、巻タイトルがない事や巻数のカウントなど他のジャンプ・コミックスと異なる点が多い。

## 物語
主人公の火ノ宮満（ヒノ）は、人前では一切口を開かない不思議な高校生。彼には超能力ともいえる不思議な能力が備わっていた。
ある日、彼の住む松露葉町で謎の怪事件が発生する。

## 登場人物

### 主要人物
火ノ宮満（ヒノミヤ ミツル） / ヒノ
主人公。松露葉高校在学。
どこか屈折した内向的な性格の持ち主で、密かな可愛い物好き。人前で滅多に喋ることや笑顔を見せる事がない。その謎めいた一面や中性的な美貌がクラスメイトの女子から隠れた人気を集め、併せてサユが強い関心を示す対象でもあるため、一部の男子から妬まれ、敵対意識を強く持たれている。
8年前、観覧車から転落したサユを助け、その際に菩怪・眠狐神としての能力の一端が覚醒。多くの目撃者もいたためにたちまち注目を集め、大々的にマスコミに「超能力少年」として取り上げられる。やがてテレビの検証番組に引きずり出されるまでに至り、批判的な観衆とゲストを前に萎縮、スプーン曲げを強要されるが能力は発動することなく終わる（本人曰く「魔女狩り」）。その一件以来、事故から少女を救った少年への多くの周囲の扱いは掌を返したように反転、偽者の超能力少年と罵られ執拗ないじめにあう。その経験がトラウマとなり、人と接する事を極力避けて「空気」となることに徹し、自発的に他人と関わる事を断つようになる。
人間関係に対する疑念の大きな反面、友と認めた相手に対しての情は厚く、自身を犠牲にしてでも守ろうとする関わりに対する強い忠義を持つ一面を見せる。その姿勢は南区と戦うことを諦めかけていた北区の菩怪たちを奮い立たせ、また北区に恨みを持っていたアベルの心をも変えた。
現在、父親は出稼ぎ、母親も不在の中アパートで一人で暮らしの状態。幼少期よりのその状態は長く、近所の人々におかずのおすそ分けなど多大にお世話になっている。それでも父の仕送りも無い状況が継続しているため、学校の許可を得て工場のアルバイトに出ている。
人と菩怪の争いをさせないため、菩怪の力を無くす事を選んだ。
菩怪：『眠狐神（ネコガミ）』
猫の獣人の姿をした菩怪。頭に猫耳が生えて両手も猫手のようになる。俊敏に動き回り、物に触れず動かせる「念動力」や、風を操り物を切り裂いたりする「カマイタチ」を扱う。猫のお面を能力制御の精神的な要としている。
尾白白湯（オジロ サユ） / サユ
ヒロイン。ヒノの親友で幼馴染。今時の性格をした美少女。
学校には彼女のファンクラブすら存在、熱狂的なファンもちらほら。幼少期自分の事故が引き金となって周囲から陰惨ないじめを受けていたヒノを、なんとか笑顔を取り戻そうと精神的に助けてきた。自らの能力をネガティブに考えるヒノと違い、彼の力をボーリングの勝負に使わせるなど、ポジティブともちゃっかりとも取れる独特の柔軟さを持つ。駄菓子屋の娘で、家族に祖母がいる。
ひょんなことから紅牛をめぐる北区南区の菩怪闘争に巻き込まれる。最終的には難婆の策略で紅牛の宿主となったが、ヒノによって救われた。

### 菩怪

#### 南区側
純血主義を選んだ菩怪達。松露葉からの人間の駆逐と菩怪復興を狙う。四人組がトップを占める。
六骨（ロッコツ）
四人組の頭。ニット帽をかぶり両目を糸で縫った老人。性別不明。
能力は不明。紅牛に菩怪の力をすべて注ぎ込み、最期は輪愚によって殺された。
黒兎（コクト）
四人組の一人で、黒いスーツを着ている沈着な性格の青年。人間時は女性の姿をしている。菩怪化の姿は兎の耳を生やしており、顔の数ケ所に三角をかたどった黒い模様がある。（人間時にも確認できる。）武器の刀で凄まじい斬撃を起こす。刀に刻印されている「牙」の所を噛む事で、巨大な獣の姿をした完全体になり、鳴き声だけで建物を震わせる。高校への襲撃においてメケに致命傷を与え、死に至らしめた。
紅牛を狙ってアベルと共にヒノを襲撃。ところが南区の計画に必要であった紅牛がその力を後に南区の裏切り者となったアベルの腕の再生して消滅、その事態に怒りに我を忘れて暴走、完全体化する。しかし急激な覚醒状態に制御を失い、ヒノのカマイタチを利用した連携技の前に倒れ、六骨に救出されて撤退。後に紅牛に菩怪の力をすべて注ぎ込み、輪愚によって殺された。
銀針（ギンバリ）
四人組の一人。フードを被った中年の女性。
能力は不明だが、離れた所で帽子を使って人を殺していた。紅牛に菩怪の力をすべて注ぎ込み、最期は輪愚によって殺された。
棟念（トウネン）
四人組の一人。小柄で色黒の男性。一番口がうるさい。紅牛に菩怪の力をすべて注ぎ込こまれ、菩怪の力を失い、その老化の影響で転落死したと思われる。
難婆（ナンバ）
小柄な老婆（？）の姿をした菩怪。輪愚の肩にしがみ付いて指示を出す。数字型の時限爆弾を操る。
狡猾な知略家でもあり、紅牛を短期間で復活させるためにサユを利用した。自身も紅牛に力を注ぎこんだが、最期は輪愚によって殺された。
輪愚（リング）
仮面のような顔を持つ巨大な菩怪。人間を模した傀儡人形を使い、関節部分を回転させることで人体を引きちぎる。菩怪化すると両手についた巨大な口で獲物を捕食する。その口から舌のようなものを出して、相手を刺し貫く事が出来る。
美々を追ってヒノたちのもとに現れ、サユを引きちぎろうとしたが、菩怪の能力に目覚めたヒノに阻まれて、難婆と共に撤退した。
その正体は行方不明になっていたヒノの実の兄。親のいない中で弟を守る優しい兄であったが、常々ヒノに「おまえは頑張らなくていい」と言い聞かすなどゆがんだ一面を持ち、菩怪になるため4人組に弟子入りし、ヒノの生活の裏で密かに暗躍していた。ヒノが超能力少年として世間から非難を受けるように仕向けたのも彼である。紅牛復活間際に難婆と4人組を殺害し、紅牛の力をすべてヒノに捧げようとしたが、ヒノに菩怪の力を吸収する面をつけられ、菩怪としての力を失った。後に松露葉町で起こった一連の怪事件の容疑者として逮捕された。
梅煙（バイエン）
煙のように実体のない菩怪。火種が燃える元に現れ縦横無尽に動き回り、指先から猛毒の蒸気を吹き付けて攻撃する。また、「人形」と呼ばれる煙で作られた巨大な蛇を操る。攻撃を受けると分裂し、その分だけ複数の梅煙が生まれる。発生の元である火種を消せば消滅する。
松露葉高校でヒノとメケに襲いかかって翻弄するが、ヒノによって一度は火種（焚き火）を消される。直後、細工していたガス栓で爆発が起こり、強化した状態で復活。有利な状態で追い詰めるが、二人のコンビネーションで破れ、救援として呼び寄せた黒兎に醜態を苛まれ、斬り殺された。

#### 北区側
人と共生することを選んだ菩怪達。怪物園を拠点としている。
阿倍 翔（アベ カケル） / アベル
松露葉図書房の図書館員。眼帯をしたパンクな青年。所々に英語を取り入れた話し方をする。陽気な性格だが寂しがりやな一面も持つ。初登場時では菩怪化してヒノとサユを襲ったが、眠狐神のヒノの力を見て降参、菩怪について何も知らない彼らをアシストしていくことになる。
しかし実際は南区のスパイ。紅牛を宿す美々を探すためヒノたちに近づいた。元々は北区の菩怪だったが、ガールフレンドの冬守りを不慮の事故で亡くし、彼女を助けなかった北区を恨んで南区に降った。黒兎に情報を漏らしまた共にヒノを襲うが、自分を「友」として庇うヒノに情が芽生え、黒兎からヒノを庇って片腕を肩から失う重傷を負う。直後覚醒した紅牛の能力で腕は復活、助けられる。黒兎撃破後は再び北区の菩怪として暮らしていくことになる。3ヶ月後、南区の陰謀が原因で菩怪の力を失った。
菩怪：『氷髯（ヒョウゼン）』
自称「菩怪界のロックスター」。肌の色が変わり、額に目が現れる。三味線を武器に使い、冷気を操り、時に自らの髪を氷柱のようにして攻撃する。
婆羅島 亜門（バラジマ アモン）
松露葉商店街文具店「バラジマ」の店長であり「怪物園」の園長。眼鏡をかけた気さくな若者。南区の菩怪勢力の作戦に半ば諦めかけていたが、ヒノの決意に賛同し、彼の修行に付き合う。ドジな性格だがアベル曰北区ダントツらしい。後に、南区の陰謀が原因で菩怪の力を失った。
菩怪：『木悶（デモン）』
面のような顔と6本の腕を持つからくり人形に似た巨大な菩怪。手に持つ木槌型の判子で、人や物を菩怪界へ転送させる。いつも人間界に戻る場所は商店街の中の小さな神社である。
筆仙（ヒッセン）
「怪物園」の書物衆。逆さに立てた筆の姿をした菩怪。紐で毛をまとめている。松露場町の北区と南区の闘争起源に詳しい。字が上手い。
茶狸（チャリ）
「怪物園」の吹出衆。胴体が茶釜である狸の姿をした菩怪。
家鯰（イエナマズ）
鯰の姿をした菩怪。建物を揺らす事ができる。
おみくじ女
占い大好き。
冬守り（フユモリ）
蓑をかぶった雪わらしのような菩怪。アベルの子供時代のガールフレンドだった。
怪物園と思われる建造物内部にて、遊びの最中か運悪く煮え立つ大釜に落ち、救出の手も無いまま命を落とす。

#### その他
雨女池（アメイケ） / メケ
松露葉高校の生徒。変態で有名で、口癖は「爆写」。写真部所属。サユに片想いをしているストーカーで、サユと常に行動を共にしているヒノに嫉妬し憎んでいたが、戦いを経て和解し、同じ菩怪である者同士協力し合うことに。その後、ヒノともすっかり打ち解け友人関係を築くが、松露葉高校で黒兎から学校を守るため、体で攻撃を逸らしたが、致命傷を負い死亡した。
菩怪：『万手蛙（ヨロズテカワズ）』
カエルの姿をした菩怪。アベル曰く「菩怪界一の変態」。自分が撮影した写真や絵に写ったものに直接触れることができる。
紅牛（アカベコ）
獅子舞のような顔をした獣型の菩怪。一人の人間を宿主として選び、その人に宿る。遥か昔から存在している「最凶」と呼ばれる菩怪で、天災などの原因とされる。
一度菩怪化すると膨大な生命エネルギーを放ち、あらゆるものに再生をもたらすが、放出量があまりに大きいため大地の腐敗などの現象を起こしていた。ただしその力を一度使うと、大気中に散らばった力を回収しなくてはならないため、しばらく使用できなくなる。またその間は再び新たな宿主を探すことから、「流浪の菩怪」とも言われる。普通は100年～150年の間宿主を探し続けるという。
宿主にされた人間は紅牛の力が発現するようになると、無意識に「予言」の絵を描いてしまう。
初めは美々に宿っていたが、アベルの腕を治癒するために力を解放し、放浪期間に入る。しかし難婆の結界術により、美々の近くにいた人間、サユに宿り僅か三カ月で発現するようになった。ヒノによって、松露葉の全菩怪の力と共に消滅した。

### 一般人
矢野（ヤノ）
警部。どこか古風で不思議な雰囲気のある人物で、部下から「ロマンチスト」とも思われている。勘がするどい。
美々（ミミ）
難婆・輪愚に狙われ、母親の命と引き換えに逃げ出し助けを求めていた。菩怪に目覚めたヒノに救われる。その後、警察で保護される。実は紅牛を宿しているため、四人組を含めた南区側に狙われている。ヒノらと黒兎の激戦の最中、アベルの腕に力を注いだため紅牛の宿主としての役目を失い、事件後イギリスの叔母の下に引き取られた。
岩田剛（イワタタケシ）/イワン
松露葉高校の生徒。野球部部長で捕手。暑苦しくうるさい性格で、自分が見込んだ人物を無差別に部活に勧誘している。バイト先がヒノと同じ。夢は甲子園へ行くことらしい。バイト中に事故に遭いそうになるが、ヒノの念動力のおかげで九死に一生を得る。
富瓜（トミウリ）
女性リポーター。菩怪が絡んだ一連の怪事件を追っている。8年前ヒノの超能力を世間に公表したのも彼女で、黒兎との戦いの後からヒノが怪しいと踏んで尾行していた。イワンを助けたヒノが念動力を使った決定的瞬間をとらえた。ヒノを容疑者と断定し、取材を強行したが、最終的に一連の事件を「過激派による凶行」と報道し、丸く収めた。
田抜（タヌキ）
教授。超常現象の存在を否定し、8年前のテレビ番組で「君は化物（モンスター）なんだよ」とヒノにトラウマを植え付ける言葉を放った。
葱沢（ネギサワ）
怪現象研究家。田抜とは犬猿の仲。
キモ岡 (キモオカ)
松露葉北高校の英語教師。本名は不明。普段からオネェ口調で皮肉を言っているため、生徒から「キモ岡」と言われ非難されている。密かに男好き（特にヒノ）で、その仕草を見せると今度は「ホモ岡」（劇中では「モ」は伏せ字）と呼ばれる。
山崎（やまざき）
松露葉北高校の教員。生徒の規律に厳しい。梅煙の毒ガスを吸い、意識不明になるが、その後の生死は不明。本編では名前がカタカナで表記されない（ルビが平仮名）唯一の人物。

## 専門用語
菩怪（ぼっけ）
江戸中期頃まで居たとされる「神」（もしくは妖怪）の一族。「菩怪様（ぼっけさん）」とも呼ばれる。普段は人間の姿をして、社会に溶け込んでいるらしい。忍者達の忍術は菩怪が伝承したという一説もある。それぞれ強さにランクがある。
菩怪化（ぼっけか）
菩怪が真の姿を現すこと。力を制御できなくなると、菩怪から人間に戻れなくなる。
神業（かみわざ）
菩怪が使える技の総称。
松露葉町（まつろばちょう）
ヒノやサユが暮らす町。北と南の2区に分かれ、お互いにいがみ合っている。菩怪が集まる場所とされ、菩怪たちからは「神聖な町」と呼ばれている。北には力に目覚めたばかりの「新参菩怪」が多いとのこと。
四人組（よにんぐみ）
松露葉町南区を統べる最高幹部の4人の菩怪。圧倒的な力を誇る。普段は式神符のような姿で移動する。
実は全員相当な老人であり、菩怪の力で生き長らえていた。そのため、紅牛に菩怪の力を注いで無力化していた状態で棟念以外は輪愚の裏切りに遭い、棟念は無力化した影響で神社の屋根から転落したと思われ全滅した。
怪物園（かいぶつえん）
北区の隠れ里。
菩怪帳（ぼっけちょう）
江戸時代に刊行された書物。菩怪の姿形・名称や記述が描かれている。
飛行傘（ひこうせん）
北区の菩怪が使用する飛行することが出来る唐傘。扱いが難しいらしい。子供用がある。
耳寄せ（みみよせ）
菩怪の間でのみ会話を聞くことができる術。人間には聞こえない。
もともとは初期の眠弧神の神業だった模様。

## 備考
- 第2怪(話)にて、サユの台詞に「そんな冷たいセリフ7日ぶりに言うことぉ？」とあるが、7日とは、ジャンプ発売間隔の一週間をさしているメタ的なネタだが、コミックスにも修正されずにそのまま載せられた。
- ジャンプ掲載時に、第12怪(話)の扉絵にて、「修業中」の「修」の真ん中の縦棒が書き忘れてあった。作者も巻末で気づいたとコメントしており、コミックスにて修正された。